# Pentathlon moderno ai Giochi della XIX Olimpiade
Le competizioni del pentathlon moderno ai Giochi della XIX Olimpiade si sono svolte dal 17 al 21 ottobre 1968 in varie sedi a Città del Messico.
Come a Tokyo 1964 si sono disputate due gare maschili, una individuale e una a squadre. 

## Programma
| Data            | Prova       | Note                            | Sede                               |
| --------------- | ----------- | ------------------------------- | ---------------------------------- |
| 17 ottobre 1968 | Equitazione | 5000 metri cross-country        | Campo Militare 1                   |
| 18 ottobre 1968 | Scherma     | Torneo di spada a girone unico. | Sala d’arme Fernando Montes de Oca |
| 19 ottobre 1968 | Tiro        | 20 Colpi a sagome mobili.       | Poligono Vicente Suárez            |
| 20 ottobre 1968 | Nuoto       | 300 metri stile libero          | Piscina Olímpica Francisco Márquez |
| 21 ottobre 1968 | Corsa       | 4000 metri cross country        | Campo Militare 1                   |

## Podi
| Evento                      | Oro                                             | Perform. | Argento                                                       | Perform. | Bronzo                                                      | Perform. |
| Gara individuale (dettagli) | Björn Ferm                                      | 4964     | András Balczó                                                 | 4953     | Pavel Lednëv                                                | 4795     |
| Gara a squadre (dettagli)   | Ungheria András Balczó István Móna Ferenc Török | 14325    | Unione Sovietica Pavel Lednëv Borys Onyščenko Stasys Šaparnis | 14248    | Francia Raoul Gueguen Lucien Guiguet Jean-Pierre Giudicelli | 13289    |

## Medagliere
| Posizione | Paese            |   |   |   | Totale |
| --------- | ---------------- | - | - | - | ------ |
| 1         | Ungheria         | 1 | 1 | 0 | 2      |
| 2         | Svezia           | 1 | 0 | 0 | 1      |
| 3         | Unione Sovietica | 0 | 1 | 1 | 2      |
| 4         | Francia          | 0 | 0 | 1 | 1      |
| Totale    | Totale           | 2 | 2 | 2 | 6      |